# Energetický otrok
Energetický otrok (řidčeji ropný otrok) je slovní spojení z oblasti energetiky, které popisuje poměr mezi tzv. energetickou potřebou (tedy přísunem energie ve formě potravy, kterou každý člověk ke své existenci nezbytně potřebuje) a energetickou spotřebou (ostatní zdroje energie využívané člověkem). Zjednodušeně řečeno, pokud člověk spotřebovává dvakrát více energie, než jí potřebuje ve formě potravy, pak má jednoho energetického otroka.

## Statistika, příklady
Současná roční světová spotřeba energie činí něco kolem 4,5×1020 J, což (při počtu obyvatel kolem 6,5 mld.) činí přibližně 70 GJ na hlavu nebo 191 MJ na hlavu a den. Průměrný denní energetický příjem člověka je asi 2500 kcal (10,46 MJ). Z toho je větší část spotřebována samotným metabolismem a cca 650 kcal (2,7 MJ) může být proměněna v přímou fyzickou práci. Současná spotřeba energie odpovídá asi dvacetinásobku primární energetické potřeby. Jedná se o průměrnou hodnotu, která v některých rozvojových státech (Konžská republika, Myanmar, …) klesá na třetinu; naopak ve Spojených státech amerických činí 140násobek. Mluví se tedy o tom, že průměrný Američan má k dispozici 139 energetických otroků. Už jen pro rozsvícení 100wattové žárovky je potřeba jeden energetický otrok.
Jiný příklad vychází z energetické bilance ropy. Jeden barel ropy může poskytnout energii o hodnotě zhruba 6,2 GJ. To odpovídá asi 2 300 dnům (6¼ roku) lidské práce. Energie z jednoho litru benzínu nebo jednoho krychlového metru zemního plynu představuje asi 37 MJ. To odpovídá asi dvou týdnům lidské práce. Převedeme-li takto roční světovou spotřebu, zjistíme, že odpovídá roční práci 460 miliard lidí. Řečeno jinak, každý člověk na světě spotřebovává energii rovnou práci 72 lidí – má tedy 71 energetických otroků.